# Three Springs, Pennsylvania
Three Springs là một thị trấn thuộc quận Huntingdon, tiểu bang Pennsylvania, Hoa Kỳ. Năm 2010, dân số của thị trấn này là 444 người.